# Liste des finales de l'Olympique de Marseille
La liste des finales de l'Olympique de Marseille retrace l'ensemble des matchs qui ont permis au club de remporter une coupe ou au contraire d'assister au sacre de son adversaire. Ces finales sont très présentes dans l'identité et la continuité du club comme en témoignent les trente-cinq finales nationales et internationales atteintes dans son histoire, la première jouée étant celle du Championnat de France USFSA 1919, et la dernière, celle de la Ligue Europa 2017-2018. Le club dispute par ailleurs au moins une finale à chaque décennie depuis les années 1910. 
Ces trente-sept finales sont composées de deux finales de Ligue des champions, trois de Ligue Europa, une de Coupe Intertoto, deux du Trophée des champions, trois du Challenge des champions, dix-neuf de Coupe de France, trois de Coupe de la Ligue, une de Coupe Charles Drago, une de Division d'Excellence, une de Championnat de France USFSA et une de Championnat de France de D2. Ces finales sont vingt fois victorieuses et sont composées d'une finale de Ligue des champions, une de Coupe Intertoto, deux du Trophée des champions, une du Challenge des champions, dix de Coupe de France, trois de Coupe de la Ligue, une de Coupe Charles Drago et une de Division d'Excellence.
D'une manière générale, l'OM connait trois périodes distinctes dans son historique des finales. La première dure de 1924 à 1976 et le club remporte la majorité de ces finales à l'image de neuf Coupes de France gagnées pour trois laissées à l'adversaire. La deuxième ère s'étalonne entre 1986 et 2007. Le club y gagne la Ligue des champions en 1992-1993 mais connaît en contrepartie, trois défaites en finale européenne contre l'Étoile rouge de Belgrade en 1991, l'AC Parme en 1999 et le Valence CF en 2004; à ceci s'ajoute cinq finales de Coupe de France perdues pour une victoire. La troisième période est naissante et dure depuis la saison 2009-2010. Le club atteint sept finales et en remporte cinq. 
Lors de ces trente-sept finales, l'Olympique de Marseille rencontre vingt-six clubs différents. Il s'agit de vingt clubs français, trois clubs espagnols, deux clubs italiens et un club serbe.

## Compétitions nationales

### Championnat

#### Championnat de France USFSA 1919
L'Olympique de Marseille affronte Le Havre Athletic Club en finale du Championnat de France USFSA 1919 qui se déroule le 11 mai 1919 au Stade de la Cavée Verte au Havre. L'arbitre de la rencontre est M. Louis Fourgous. Le club marseillais participe à sa première finale et connait une défaite par quatre buts à un,. Les quatre buts havrais sont marqués par l'intermédiaire d'un doublé d'Albert Rénier et d'un doublé de Fryer, dont un but sur pénalty. Louis Jacquier est le buteur olympien lors de cette finale.
Auparavant, le club débute en huitième de finale et élimine le SPMSA Romans sur un score de seize buts à zéro. En quart de finale, l'OM se qualifie aux dépens du Stade Bordelais sur un score de deux buts à un, puis en demi-finale, le club marseillais sort le CS Des Terreaux.

#### Championnat de France 1929
Date : 28 avril 1929.   
Score : OM 3 - 2 Club français
Mi-temps : 3 - 0   
But : Jean Boyer   15e   44e, Georges Bonello   28e.   
Schéma tactique : 2-3-5   
Effectif : Charles Allé - André Durbec, Joseph Jacquier - Auguste Aquaron, Jean Cabassu, Raoul Blanc - Jules Dewaquez, Joseph Alcazar, Jean Boyer, Maurice Gallay, Georges Bonello
Entraineur : Victor Gibson
L'OM rencontre le Club français en finale de la Division d'Excellence
1929 qui se déroule le 28 avril 1929 au Stade Pershing à Paris. Le club marseillais se qualifie pour cette compétition à la suite de son titre de champion de la Ligue du Sud-Est et le club parisien à la suite de son titre de champion de la Ligue de Paris,.
Marseille ouvre le score au quart d'heure de jeu à la suite d'un centre court de Dewaquez sur Boyer qui marque d'une reprise de volée à bout portant. Le deuxième but pour l'OM est inscrit de la même manière par Bonello après un corner de Dewaquez que la défense renvoie mal en dégageant le ballon sur l'attaquant. Un troisième but est marqué de nouveau par Boyer à une minute du terme de la première mi-temps : Marcel Bertrand fait une passe hasardeuse à Arthur Parkes, son coéquipier de défense, Boyer tente le pressing, réussi à récupérer le ballon, court au but en sprintant et trompe une seconde fois Antonio Lozes.
L'OM mène par trois buts d'écart sans dominer son adversaire et seulement grâce à une efficacité redoutable de sa ligne d'avants qui marque sur leurs trois seules tentatives. 
Les dirigeants du club voient la victoire à l'horizon et donnent pour consigne de « jouer la défense » durant la seconde mi-temps afin de préserver cette avance. Cette tactique s'avère totalement inopérante du fait que le club doit sa marge d'avance à son secteur offensif qui rayonne lorsque dans le même temps sa défense affiche un niveau médiocre. Dès lors, l'ensemble des actions se déroule dans le camp marseillais sur cette période et l'OM encaisse deux buts par Robert Mercier puis Roels. Le premier intervient à la soixante-deuxième minute grâce à un tir soudain ainsi que le second, d'un pointu, à quatre minute du terme de la rencontre.
La tactique ultra-défensive de l'OM se traduit par des joueurs comme Gallay qui joue dans un rôle de quatrième demis au lieu de son poste habituel d'intérieur gauche ou Alcazar, bien plus bas sur le terrain.
Le Club français exploite l'erreur tactique marseillaise en inscrivant ses deux buts mais loupe la victoire à cause d'une précipitation démesurée de sa ligne d'avant trop impatiente de remonter au score. Les joueurs donnent l'impression de vouloir rentrer dans les cages avec le ballon et cette inspiration convient à merveille au gardien marseillais Charles Allé qui excelle dans les duels et tirs de près à défaut d'avoir un placement irréprochable dans ces cages ou de dégager une sérénité à toute épreuve. Cette impatience désorganise de ce fait l'organisation tactique du Club avec les arrières constamment sur la ligne médiane ainsi que les demis qui jouent au niveau des avants. 
Le match connaît des périodes de grand football et d'autre plus anodines, pour une moyenne convenable. Cette finale, 
la dernière du championnat de France, est considérée comme l'une des meilleures rencontres de la saison et ravie les 
amateurs de football.

#### Championnat de France de deuxième division 1984
La deuxième division 1983-1984 se compose de deux groupes. L'Olympique de Marseille termine premier du groupe A devant l'OGC Nice. Le club obtient cinquante-six points au terme de trente-six rencontres et conclut sur un bilan de vingt-deux victoires, douze matchs nuls et deux défaites. L'OM et le Tours FC, respectivement premiers de leur groupe, sont assurés d'être promus en première division la saison suivante.
Afin de déterminer le champion de France de deuxième division, une finale aller-retour, appelée Match des Champions est organisée. Ces deux rencontres constituent les troisième et quatrième confrontations entre les deux clubs dans leur histoire.
La finale aller se tient le 27 avril 1984 au stade Vélodrome devant 11 300 spectateurs. L'arbitre de la rencontre est M. Robert Wurtz. Le marseillais Jean-Jacques N'Domba ouvre le score à la quinzième minute. Le gardien marseillais Marc Lévy est exclu à la demi-heure de jeu ainsi qu'un tourangeau à l'heure de jeu. Le Tours FC obtient le résultat nul un but partout à la quatre-vingt huitième minute.
La finale retour se tient le 4 mai 1984 au stade de la Vallée du Cher devant 18 400 spectateurs. L'arbitre de la rencontre est M. Michel Girard. L'OM mène par deux buts à zéro à la trente-troisième minute. Le Tours FC réduit l'écart à deux minutes du terme de la première mi-temps puis égalise deux minutes après le commencement de la seconde mi-temps. Le score reste inchangé jusqu'au troisième but de Tours à cinq minutes de la fin du match.
Le Tours FC est sacré champion de France de D2 1983-1984 aux dépens de l'Olympique de Marseille sur un score cumulé de quatre buts à trois.

### Coupe de France

#### 1924-1976: Le temps des victoires

##### Coupe de France 1924
Date : 23 avril 1924.   
Score : OM 3 - 2 FC Cette a.p.   
Mi-temps : 2 - 1   
But : Édouard Crut   3e   110e, Jean Boyer   42e.   
Schéma tactique : 2-3-5   
Effectif : Bobby de Ruymbeke - Joseph Jacquier, Paul Seitz - Raoul Blanc, Jean Cabassu, Apollon Torta - Adolphe Michel, Jean Boyer , Édouard Crut, Louis Subrini, Douglas de Ruymbeke.   
Entraineur : Peter Farmer
Arbitre : Louis Fourgous
L'OM affronte le FC Cette en tant qu'outsider pour sa première finale de Coupe de France 1924 qui se déroule le 23 avril 1924 au Stade Pershing à Paris devant 30 000 spectateurs. Les joueurs marseillais sont quasiment tous inconnus tandis que les Cettois jouissent pour la plupart d'une solide réputation. 
Marseille aborde cette finale dans l'unique but de la remporter et adopte par conséquent un schéma de jeu basé sur le bloc équipe. Cette tactique se retranscrit au cours du match par la tache offensive laissée à trois seuls joueurs que sont Cabassu, Boyer et Crut tandis que les sept autres joueurs de champ ont pour consigne de constituer un rideau infranchissable. À l'inverse, Cette affiche pour objectif de jouer un football convenable et plaisant à voir qui colle à son statut de favori.
Cette domine le début de match mais concède l'ouverture du score dès la troisième minute à la suite d'un centre de la gauche de Subrini que Crut reprend et envoie au fond des filets. Au quart d'heure de jeu, B. de Ruymbecke bloque insuffisamment un tir à bout portant de Jean Caballero et Louis Cazal saisit l'occasion pour égaliser. À la quarante-deuxième minute, Boyer reçoit une ouverture du côté gauche et profite d'une hésitation de Laurent Henric pour redonner l'avantage à l'OM. Torta marque contre son camp à la soixante-cinquième minute de jeu puis le score de deux buts partout reste inchangé. À cinq minute du terme de la première période des prolongations, Crut marque sur coup franc le troisième et dernier but de l'OM et offre la victoire à son club.
L'objectif marseillais de constituer un rideau infranchissable trouve son summum dans le dernier quart d'heure des prolongations où l'équipe joue avec quatre ou cinq arrières au lieu des deux habituels. L'opinion reproche aux Marseillais un jeu sans véritable construction mais félicite l'engagement et la détermination de l'équipe qui réussit à dominer le FC Cette à l'image du pressing ininterrompu en cent vingt minutes ou de Cabassu qui, tout au long du match, domine constamment son homologue Marcel Domergue au milieu du terrain.
L'équipe cettoise se montre bien inférieure à sa réputation et à sa forme de son match précédent hormis Albert Jourda. La triplette d'avant connue et reconnue comme une des meilleures de France ne pèse pas sur la rencontre et les deux arrières passent leur match avec l'angoisse et la préoccupation d'être pris en contre. 

##### Coupe de France 1926
Date : 6 mai 1926.   
Score : OM 4 - 1 AS Valentigney.   
Mi-temps : 3 - 1   
But : Jules Dewaquez   16e   80e, Douglas de Ruymbeke   26e, Jean Boyer   33e.   
Schéma tactique : 2-3-5   
Effectif : Paul Seitz - Joseph Jacquier, André Durbec - Raoul Blanc, Ernest Clère, Louis Subrini - Maurice Gallay, Jean Boyer , Édouard Crut, Jules Dewaquez, Douglas de Ruymbeke
Entraineur : Victor Gibson
Arbitre : Thomas Balvay

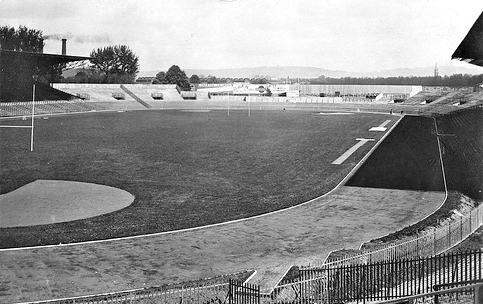
Stade de Colombes en 1924.

Le club marseillais rencontre l'AS Valentigney lors de la finale de Coupe de France 1926 qui se déroule le 6 mai au Stade olympique Yves-du-Manoir à Colombes devant 30 000 spectateurs. Les joueurs de l'OM sont donnés comme grandissimes favoris et le public attend d'eux une démonstration de football en accord avec leur statut honorifique de meilleure équipe de France. Cette réputation vient entre autres de sa ligne d'avants où figure quatre internationaux avec Gallay, Dewaquez, Crut et Boyer. Les spectateurs présents dans l'enceinte encouragent néanmoins majoritairement l'AS Valentigney qui tient le rôle du faible contre le fort.
L'OM entame sa rencontre timidement puisque crispé par l'enjeu. Un enjeu non pas sportif car la Coupe lui est promise mais un enjeu de réputation où finalement l'équipe a plus à perdre qu'à y gagner face à ses adversaires. L'entrée en matière timide semble être l'entrée en matière classique d'un match, où l'on ne peut être à cent pour cent dès les premiers instants, mais il s'avère que l'essentiel des joueurs marseillais restent à ce niveau d'implication tout au long du match.
Les joueurs de Valentigney affichent un jeu brouillon et les Marseillais prennent les commandes du match par défaut. Sous l'impulsion de Maurice Gallay, qui ressort comme l'unique homme du match avec son coéquipier Louis Subrini, l'OM marque ses trois premiers buts grâce à ses centres côté gauche. Jules Dewaquez à la seizième minute, Douglas de Ruymbeke à la vingt-sixième minute puis Jean Boyer à la trente-troisième minute sont à la retombée du ballon. Valentigney réduit l'écart à trois buts à un à la quarantième minute. Le quatrième but marseillais, marqué à dix minutes du terme de la rencontre par Devaquez, fait de nouveau suite à un centre de Gallay qui est prolongé par Boyer.
Les joueurs du pays de Montbéliard produisent durant cette finale un jeu basé sur l'énergie et le courage. L'AS Valentigney trouve dans un collectif en confiance ou un souci de bien figuré face au public parisien, les clés de cette motivation qui cependant ne lui permet pas de palier ses carences au niveau technique et de pouvoir prétendre gagner la Coupe.
L'OM n'est pas inquiété par son adversaire une seule seconde au cours du match, remporte la Coupe de France sans la moindre contestation possible mais laisse un grand sentiment d'inachevé à l'image de joueurs comme Crut ou De Ruymbecke qui laissent éclater au grand jour leurs individualismes exacerbés, Dewaquez et ses appels en biais stéréotypés dans le dos des défenses adverses ou d'un secteur défensif aux relances constamment précipitées et inexploitables par ses avants. Ce sentiment d'inachevé se retrouve aussi dans le fait que lors des matchs contre l'US Quevilly ou le Stade Français, le club obtient sa qualification grâce à un jeu collectif de qualité; chose que l'OM ne parvient pas à rééditer lors cette finale qui est gagnée uniquement par des actions individuelles. 

##### Coupe de France 1927
Date : 8 mai 1927.   
Score : OM 3 - 0 US Quevilly.   
Mi-temps : 2 - 0   
But : Raymond Durand   34e, 
Maurice Gallay   36e, Jules Dewaquez   89e.   
Schéma tactique : 2-3-5   
Effectif : Charles Allé - Ernest Clère , Paul Schnoeck - André Durbec, Joseph Jacquier, Jean Cabassu - Maurice Gallay, Jean Boyer, Édouard Crut, Jules Dewaquez, Raymond Durand
Entraineur : Victor Gibson
Arbitre : Paul Quittemel
L'OM affronte l'US Quevilly le 8 mai 1927 pour le compte de la finale de Coupe de France 1927 au Stade olympique Yves-du-Manoir de Colombes devant 24 000 spectateurs. Comme lors de la finale de l'édition précédente, le club marseillais est le favori et le public prend fait et cause pour Quevilly dans une optique d'encourager le faible contre le fort.
La première demi-heure s'installe dans une opposition de style entre les deux équipes. Le club normand agit de manière spontanée et plein de volonté se traduisant surtout par l'explosivité de ces joueurs à aller presser n'importe quel Marseillais détenteur du ballon. À l'inverse, Marseille fait preuve d'un jeu simple, réfléchi et de qualité supérieure dans la construction. L'allant des joueurs de Quevilly surprend l'OM qui peine à rentrer correctement dans son match sans pour autant en perdre son fil et subit deux occasions venu du côté gauche dont Norman Deans puis Guillard ne cadrent pas leur tentative de la tête. La domination de Quevilly se symbolise grâce aux deux arrières Charles Demeilliez et Guillaume Farret qui constituent un rideau infranchissable et qui relancent constamment des ballons propres pour leur demi-centre Philippe Bonnardel qui lui aussi rayonne.
La bonne qualité de cette entame de match n'est plus atteinte durant le reste de la rencontre à la suite des deux buts marqués coup sur coup par l'OM à la trente-quatrième puis trente-sixième minute qui coupe net les ambitions légitimes de victoire de Quevilly jusqu'à ce moment-ci. Raymond Durand est l'auteur du premier but à la suite d'une récupération du ballon dans les pieds de Bonnardel et d'un tir rapide du gauche puis, sur un corner de Dewaquez, Walter Poodefoot, le gardien de Quevilly relâche le ballon et Maurice Gallay en profite pour inscrire le deuxième but de la partie. Bonnardel qui symbolise la forme de Quevilly, symbolise aussi dès lors sa chute. La consigne de jeu appliqué est que Robert Hecquet et Groult doivent effectuer un marquage individuel sans relâche sur Gallay et Dewaquez, ainsi le seul Bonnardel se trouve face aux trois autres avants marseillais que sont Durand, Boyer et Crut. Le meneur de Quevilly se fatigue extrêmement vite au cours du match et perd au fur et à mesure son rôle de chef d'orchestre.
Dès ses deux buts inscrits, l'OM se sait gagnant de la Coupe et en profite pour jouer plus relâché et s'évertuer à employer un beau football digne de son statut honorifique de meilleure équipe française. Le public est déçu de voir son favori perdre et se rabat sur la qualité de jeu et le spectacle offert par Marseille, ce qui contraste avec la première demi-heure où il ne manque aucune occasion de siffler l'équipe même sur ses touches de balle quelconques. Dewaquez inscrit un troisième et dernier but pour l'OM à la fin de la rencontre. 
Après-match, l'opposition entre Marseille et Quevilly figure comme l'un des bons crus des finales de Coupe sans toutefois rivaliser avec les duels OM-Red Star ou OM-FC Sète.

##### Coupe de France 1934
Date : 8 mai 1934.   
Score : FC Sète 2 - 1 OM
Mi-temps : 1 - 1   
But : Émile Zermani   2e.   
Schéma tactique : 2-3-5   
Effectif : Laurent Di Lorto - Henry Conchy, Max Conchy - Max Charbit, Leopold Drucker, René Schillemann - Émile Zermani, Jean Boyer , Joseph Alcazar, Joseph Eisenhoffer, Willy Kohut
Entraineur : Vinzenz Dittrich
Arbitre : Jules Baert
L'OM affronte le FC Sète le 8 mai 1934 pour le compte de la finale de Coupe de France 1934 au Stade olympique Yves-du-Manoir de Colombes devant 41 000 spectateurs. Le match constitue la deuxième meilleure affluence de l'Histoire du stade de Colombes après la finale des Jeux olympiques de Paris de 1924, qui oppose l'Uruguay à la Suisse et qui comptabilise 49 500 spectateurs. Le match est très attendu par la foule, au point que 10 000 personnes restent sur le parvis du stade et vers la vingtième minute de jeu, plusieurs centaines forcent les grillages et parviennent à entrer pour assister à la rencontre.
Ces personnes loupent ainsi le premier but de la partie qui est inscrit par Zermani dès la deuxième minute de jeu et qui donne l'avantage à l'OM. Les joueurs du FC Sète ne se démoralisent pas et donnent au contraire une impression de sérénité et de confiance pour arriver à déjouer ce scénario défavorable.
Sète reprend le jeu à son compte dans une partie virile où les équipes affichent pour unique ambition de gagner la Coupe et ceci au détriment du beau football et de l'intégrité physique de l'adversaire. La mainmise sétoise se symbolise par trois joueurs : le capitaine Yvan Beck, Istvan Lukacs et Marcel Bukovi. L'égalisation sétoise à la vingt-quatrième minute fait justement suite à une action des deux premiers cités où Beck, au style de jeu « à la britannique », lance en profondeur Lukacs qui trompe Laurent Di Lorto bien que le gardien effleure le ballon sans pouvoir détourner la frappe en corner. 
L'OM connait un double fait de jeu qui l'empêche de jouer à cent pour cent cette finale : dès la quinzième minute, Willy Kohut se claque, puis Zermani connaît le même sort au cours du match. À ceci s'ajoute une triplette Alcazar-Einsenhoffer-Boyer qui ne crée aucun impact sur le déroulement de la rencontre et qui font preuve d'une extrême lenteur dans leur déplacement.
Sète prend l'avantage dans cette partie à la soixante-quinzième minute également à la suite d'une action du tandem Beck-Lukacs. Le Français envoie un tir lourd sur le poteau de Di Lorto et le Hongrois, meilleur buteur du championnat, pousse au fond des buts le ballon qui lui revient dans les pieds. En fin de match, « Pépito » Alcazar égalise à deux partout mais le juge de touche signale un hors-jeu de Zermani. À la suite de cette action, Di Lorto, Alcazar et Zermani injurient et menacent l'arbitre central et son assistant.
Le FC Sète gagne la coupe de France et réalise ainsi le doublé Coupe-Championnat grâce à son duo impliquées dans ses deux buts mais aussi grâce à un groupe de joueurs prometteurs à l'image de René Llense ou Louis Gabrillargues et de joueurs au niveau de bonne qualité comme Jules Monsallier ou Ali Benouna. Les causes de la défaite marseillaise se trouvent dans le double claquage qui laisse l'équipe avec deux joueurs errant sur le terrain et d'où découle un manque de confiance dû à la perte d'influence de Kohut. Jean Boyer ne réussit pas non plus à insuffler de l'allant à son équipe alors qu'il s'agit d'une de ses principales tâches à effectuer.

##### Coupe de France 1935
Date : 8 mai 1935.   
Score : OM 3 - 0 Stade rennais
Mi-temps : 3 - 0   
But : Charles Roviglione   34e, Willy Kohut   38e, Jean Laurent  42e (csc).   
Schéma tactique : 2-3-5   
Effectif : Laurent Di Lorto - Henry Conchy, Max Conchy  - Max Charbit, Ferdinand Bruhin, Raymond Durand - Émile Zermani, Charles Roviglione, Joseph Alcazar, Joseph Eisenhoffer, Willy Kohut
Entraineur : Vinzenz Dittrich
Arbitre : Lucien Leclercq

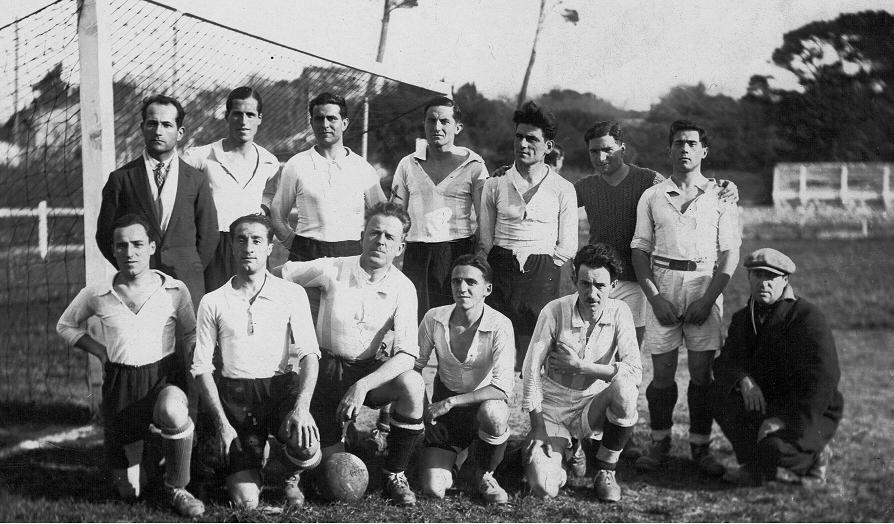
L'Olympique de Marseille en 1935.

L'Olympique de Marseille affronte le Stade rennais, le 8 mai 1935, en finale de Coupe de France 1935 au stade Stade olympique Yves-du-Manoir de Colombes devant 40 000 spectateurs. L'OM est favori devant Rennes du fait de ses précédentes victoires en Coupe et de son effectif aux noms connus et reconnus. 
Cette responsabilité du favori pèse sur les épaules des joueurs marseillais qui démarrent la rencontre de manière timide à l'image de joueur comme Alcazar, qui loupe ce qu'il entreprend, ou Charbit, qui ne tient pas son rang d'international français. Bien que n'ayant pas d'attente particulière du public pour les Rennais, eux aussi, affichent des signes d'impatience qui les empêchent de pratiquer un football construit.
Passée la demi-heure de jeu, l'OM installe sa mainmise sur le match jusqu'à la mi-temps grâce à Eisenhoffer ou Kohut et un jeu organisé et en combinaison variées. Durant cette période de quinze minutes, le club submerge la défense rennaise et marque ses trois buts. Le premier intervient à la trente-quatrième minute par l'intermédiaire de Roviglione qui profite des largesses de la défense adverse et de l'inaction du gardien. Trois minutes après, une action menée du côté droit de l'OM se conclut par une passe pour Kohut, qui d'un tir croisé, marque le deuxième but. L'OM ne se contente pas de ses deux buts d'avance et continue à étouffer Rennes. À la quarante-deuxième minute, Alcazar tente une incursion lente mais puissante dans la surface de réparation adverse, il s'ensuit un cafouillage entre les défenseurs rennais et le ballon retombe sur le dos de Jean Laurent qui marge contre son camp.
L'OM mène trois à zéro à la mi-temps et les deux premiers buts sont le symbole de l'écart de niveau entre les deux équipes finalistes. 
La seconde période se résume à une équipe rennaise incapable de déstabiliser l'OM, qui lui, affiche une satisfaction dans le résultat et l'unique but de le conserver. Le secteur offensif du jeu rennais affiche ses limites techniques : les avants perdent continuellement leurs ballons et les demis accumulent les erreurs.
Le score final est de trois à zéro pour l'OM, qui, tient son rang de favori et continue dans la lignée des trois précédentes victoires dans l'épreuve. Avec une quatrième Coupe de France remportée, le club rejoint le Red Star pour le titre honorifique d'équipe la plus titrée. De retour à Marseille, le trophée est porté par Raymond Durand lors du tour du Stade de l'Huveaune.

##### Coupe de France 1938
Date : 8 mai 1938.   
Score : OM 2 - 1 FC Metz a.p.    
Mi-temps : 0 - 0   
But : Willy Kohut   49e, Manu Aznar   118e.   
Schéma tactique : 3-2-5 (WM) 
Effectif : Jaguare Vasconcellos - Henry Conchy, Ferdinand Bruhin, Abdelkader Ben Bouali - Jean Bastien, Joseph Gonzales - Émile Zermani, Frantz Olej, Mario Zatelli, Manu Aznar, Willy Kohut
Entraineur : André Gascard
Arbitre : Charles Munsch

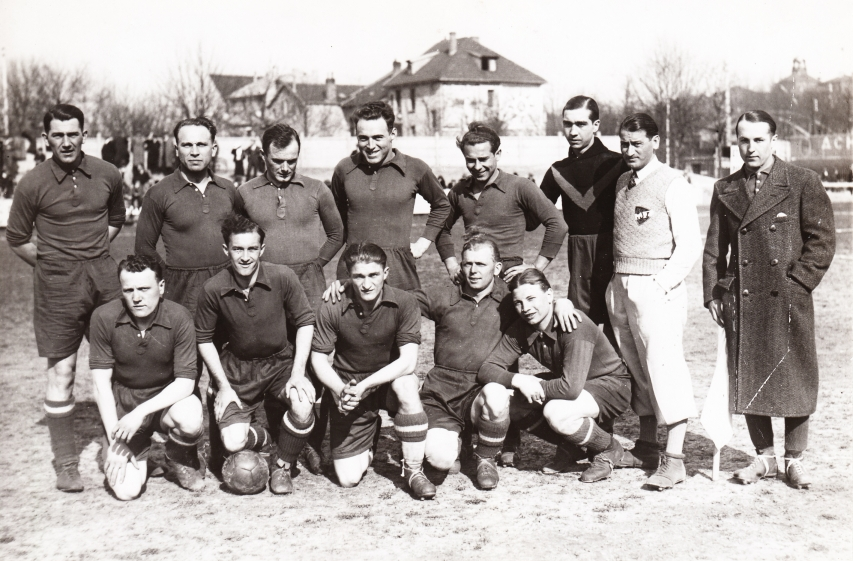
Charles Fosset et Albert Rohrbacher en 1933 (accroupis, 1er et 2e en partant de la gauche).

L'Olympique de Marseille affronte le Football Club de Metz, le 8 mai 1938, en finale de Coupe de France 1938 au Parc des Princes de Paris devant 33 000 spectateurs. Le match se déroule avec un vent violent qui, de dos, aide aux frappes de balle, ou, de face, contrarie les relances. 
Le FC Metz débute la partie avec le vent de dos et domine les quarante-cinq premières minutes grâce à son secteur défensif qui empêche toute attaque des avants marseillais. Sa ligne offensive ne parvient pas à tirer profit de cette domination et le score est de 0-0 à la mi-temps. En seconde période, l'OM domine à son tour son adversaire avec une maîtrise bien plus nette que celle qu'avait Metz. À la quarante-neuvième minute, Kohut reçoit une passe courte de Zatelli puis marque.
L'OM affiche la sérénité du futur vainqueur à l'image de ses dirigeants qui font des signes aux joueurs avec leur doigt pour leur signaler qu'il ne reste plus que dix minutes à jouer et qu'ils doivent gérer la fin de rencontre. Les Messins réussissent à égaliser à la quatre-vingt quatrième minute par l'intermédiaire d'Albert Rohrbacher. Cette égalisation redonne le plein de confiance dans le camp messin et ils affichent durant les prolongations une plus grande fraîcheur que les Marseillais.
À la cent dix-huitième minute, la rencontre connaît un fait de jeu qui éclipse l'intégralité du reste de l'opposition. Le score est de un partout et Aznar marque un but malgré l'intervention du messin Charles Fosset sur sa ligne. Il s'ensuit une vive protestation des Lorrains auprès du juge de touche Georges Capdeville. Cette atmosphère de contestation est conditionnée tout au long du match par l'arbitre principal Charles Munsch qui affiche une méforme physique flagrante et peine à se trouver à proximité des actions dès les toutes premières minutes de la rencontre. Aussi, les assistants possèdent une très grande influence sur l'arbitre et le cours du match comme lors d'une main du défenseur marseillais Ben Bouali dans sa surface. L'arbitre central désigne un pénalty que le juge de touche ainsi que le président de la Ligue du Sud-ouest, Roger Conrié, déjugent. En signe de contestation, les trois mille supporters messins présents au stade jettent des centaines de coussins sur l'aire de jeu.
L'OM gagne cette finale avec un scénario éprouvant et contestable mais le club affiche cependant tout au long de la partie une supériorité au niveau technique et mérite sa victoire. Un défilé est organisé à Marseille pour présenter la Coupe à la population.

##### Coupe de France 1940
Date : 5 mai 1940.   
Score : RC Paris 2 - 1 OM
Mi-temps : 1 - 1   
But : Manu Aznar   16e.   
Schéma tactique : 2-3-5 
Effectif : Jacques Delachet - Camille Malvy, Joseph Gonzales  - Max Conchy, Jean Bastien, Raymond Durand - Georges Dard, Wilhelm Heiss, József Eisenhoffer, Manu Aznar, Friedrich Donnenfeld
Entraineur : József Eisenhoffer
Arbitre : Charles de la Salle
L'Olympique de Marseille affronte le Racing Club de Paris, le 5 mai 1940, en finale de Coupe de France 1940 au Parc des Princes de Paris devant 26 000 spectateurs.
Depuis septembre 1939, la France est officiellement en guerre et cinq jours après la finale, la Bataille de France débute. Le match se déroule dans le contexte de la Drôle de guerre et les clubs de football connaissent des difficultés tout au long de la saison à pouvoir aligner des équipes compétitives du fait que de nombreux joueurs sont appelés,.
Les deux clubs parviennent cependant à avoir la plupart de leurs joueurs de renom. Le RC Paris dispose de sept joueurs en permission avec Rodolphe Hiden, Maurice Dupuis, Raoul Diagne, Jules Mathé, Heinrich Hiltl, Auguste Jordan et Oscar Heisserer. Seul Émile Veinante est au front. L'OM compte six « militaires » dans ses titulaires avec Aznar, Bastien, Gonzales, Conchy, Eisenhoffer et Durand,. 
Le club marseillais ouvre le score par l'intermédiaire d'Aznar à la seizième minute à la suite d'un centre de Georges Dard qui est dévié involontairement par Dupuis. Neuf minutes plus tard, Heisserer lance en profondeur René Roulier, qui égalise à 1-1 grâce à une frappe. Le score est de parité à la mi-temps, puis le Racing prend l'avantage à la soixante dixième minute grâce à un tir à bout portant de Mathé, lui aussi lancé dans la profondeur par Hiltl. 
Le match offre un scénario indécis et voit la victoire du Racing par deux buts à un, qui remporte sa troisième Coupe de France. Les deux buts parisiens sont vivement contestés par l'OM qui les estiment hors-jeu,.

##### Coupe de France 1943
Date : 9 mai 1943.   
Score : OM 2 - 2 Girondins ASP a.p.    
Mi-temps : 1 - 0   
But : Félix Pironti   4e, Jean Robin   55e.   
Schéma tactique : 3-2-5 (WM)  
Effectif : Jacques Delachet - Paul Patrone, Joseph Gonzales, Jean Veneziano - Franz Olejniczak, Jean Bastien - Roger Scotti, Georges Dard, Jean Robin, Félix Pironti, Manu Aznar 
Entraineur : Joseph Gonzales
Arbitre : Victor Sdez
L'Olympique de Marseille affronte les Girondins de Bordeaux, le 9 mai 1943, en finale de 
Coupe de France 1943 au Stade olympique Yves-du-manoir de Colombes devant 26 000 spectateurs.
En ces temps de guerre, la composition d'équipe fiable est toujours un casse-tête pour les clubs. Les Bordelais appliquent strictement la règle des quatre joueurs réglementaires minimum avec Roger Normand, René Persillon, Henri Arnaudeau et Alphonse Rolland. L'OM dispose de six joueurs règlementaires et donc de cinq amateurs, en les personnes de Jacques Delachet, Jean Veneziano, Roger Scotti, Jean Robin et Félix Pironti.
Le club marseillais ouvre la marque dès la quatrième minute de jeu à la suite d'une passe transversale de Scotti que Pironti récupère, puis, il effectue un tir croisé aux six mètres. Le score n'évolue plus jusqu'à la fin de la première période. À la cinquante-cinquième minute, Robin tente une frappe de l’extérieur de la surface qui rentre au fond des cages du gardien bordelais, André Gérard. La minute suivante, l'ASP Bordeaux réduit l'écart. Patrone dévie une frappe de Rolland et marque contre son camp. À huit minutes du terme de la rencontre, l'avant bordelais Santiago Urtizberea réalise un tir écrasé, qui réussit à passer entre trois défenseurs marseillais. Rolland, sur la ligne de but et à l'affût du ballon, le pousse dans le but adverse. Le score reste à 2-2 après prolongation et la finale doit être rejouée le 22 mai,.
Le 17 mai, l'Olympique de Marseille porte réclamation auprès de la Commission des Statuts et Règlements. Pour le club, le bordelais Ahmed Nemeur n'est pas qualifié pour disputer la Coupe, bien qu'il en est disputé l'ensemble des matchs amenant les Girondins à la finale, puisque son contrat est daté trois semaines après la date limite. Après délibérations, la Commission disqualifie Bordeaux et donne l'OM gagnant. Or le joueur est intégré par la Fédération elle-même à Bordeaux à la suite des décrets Pascot. Ainsi, le Colonel Pascot décrète qu'une finale ne peut être gagnée sur tapis vert mais uniquement sur un terrain et oblige la tenue de la finale,.
La finale se rejoue le 22 mai au même lieu et avec les mêmes compositions d'équipe. Seul Nemeur est remplacé par Claude Pruvot. Le public prend majoritairement cause pour Bordeaux en reprenant pour lui les arguments du Colonel Pascot.
Date : 22 mai 1943.   
Score : OM 4 - 0 Girondins ASP
Mi-temps : 1 - 0   
But : Manu Aznar   32e   62e, Georges Dard   56e, Félix Pironti   78e.   
Schéma tactique : 3-2-5 (WM)  
Effectif : Jacques Delachet - Paul Patrone, Joseph Gonzales, Jean Veneziano - Franz Olejniczak, Jean Bastien - Roger Scotti, Georges Dard, Jean Robin, Félix Pironti, Manu Aznar 
Entraineur : Joseph Gonzales
L'entame de match est marseillaise avec des joueurs qui se montrent en bonne condition physique et débordant constamment le bloc bordelais, qui à l'inverse, pratique un jeu totalement désorganisé.
L'OM ouvre le score à la trente-deuxième minute grâce à Aznar, sur une copie conforme du premier but olympien du match précédent. Pironti effectue une passe transversale et Aznar contrôle puis marque d'un tir croisé qui troue les filets. Pour beaucoup, cette ouverture tardive du score de Marseille est une surprise. Ce sentiment se justifie par les deux poteaux déjà trouvés par l'OM aux troisième et septième minutes, par un pénalty non-sifflé par l'arbitre à la quinzième minute à la suite d'un réflexe de la main de Roger Normand, rugbyman il y a encore peu, et par une domination sans partage du club marseillais sur son adversaire,. 
La mainmise marseillaise sur le match s'explique par un niveau athlétique sans comparaison avec le match précédent, tout en continuant à afficher un niveau technique de bonne qualité. Bordeaux affiche, lui, des carences d'envie et de détermination. Le premier poteau trouvé par les Marseillais fait suite à l'immobilisme du gardien qui laisse le ballon rebondir devant lui et manque de le lober. Aznar n'a pas un seul défenseur autour de lui dans un rayon de cinq ou six mètres lors de son but. À la cinquante-sixième minute, Dard se retrouve de nouveau seul de tout marquage après un débordement et marque d'un tir croisé aux six mètres pour le deuxième but de l'OM. Manu Aznar bénéficie encore d'une liberté totale d'action sur son deuxième but à la soixante-deuxième minute, le troisième pour Marseille. Le manque de motivation bordelais est symbolisé par le quatrième et dernier but marseillais à la soixante-dix-huitième minute : Dard centre du côté droit en direction de Pironti, qui trouve le temps, d'effectuer un contrôle de la poitrine, de faire une reprise de volée et de lever les bras en signe de joie avant même que le ballon ne rentre dans les cages,.
Les Marseillais gagnent une sixième Coupe, qui constitue le nouveau record, en affichant le niveau d'une grande équipe de première division avec un football moderne et efficace. Les Bordelais montrent le niveau d'une équipe de deuxième division à court de forme et sans coordination.

##### Coupe de France 1954
Date : 23 mai 1954.   
Score : OCG Nice 2 - 1 OM
Mi-temps : 2 - 0   
But : Gunnar Andersson   55e.   
Schéma tactique : 3-2-2-3  (WM) 
Effectif : Pierre Angel  - Maurice Gransart, Gunnar Johansson, Abdelsalem Ben Miloud - Barthelemy Mesas, Gabriel Rossi - Roger Scotti, Larbi Ben Barek - Jean Palluch, Gunnar Andersson, François Mercurio
Entraineur : Henri Roessler
Arbitre : Édouard Harzic
L'Olympique de Marseille affronte l'Olympique Gymnaste Club de Nice, le 23 mai 1954, en finale de Coupe de France 1954 au Stade olympique Yves-du-manoir de Colombes devant 57 000 spectateurs. Le club niçois est favori grâce à son statut de tenant du titre et dans le même temps, l'OM réalise une saison médiocre,.
Dans l'avant-match, les amateurs de football pensent que les Marseillais développeront un jeu basé sur le contre du fait de leur infériorité technique, qui découlerait sur une incapacité à prendre le jeu à leurs comptes. 
L'entame de match de l'OM est maladroite à l'image de Mercurio ou Mesas, qui affichent de la lenteur dans leur déplacement ou des pertes d'appui sur la pelouse humide. L'OGC Nice réalise un début de partie sans faute technique, un jeu collectif performant où brillent le capitaine Antoine Cuissard et Abderrahman Mahjoub et dont chaque action offensive amène le danger. Marseille paye sa mauvaise entame par deux buts encaissés dans le premier quart d'heure et Nice s'ouvre les portes de la victoire. À la sixième minute, Victor Nuremberg réalise une tête plongeante au second poteau à la suite d'un centre de Just Fontaine et trompe le gardien marseillais. Cinq minutes plus tard, Luis Carniglia effectue un tir croisé après réception d'une passe du talon de Joseph Ujlaki. Sur les deux buts, le gardien marseillais Pierre Angel affiche, lui aussi, un positionnement statique et un manque d'initiative dans ses sorties. La continuité de la domination niçoise se symbolise par deux occasions franches d'Émile Antonio et Mahjoub avant la pause,.
Le score est de deux à zéro pour l'OGC Nice à la mi-temps. Les Niçois affichent un schéma tactique clairement destiné à conserver leur avance pour la seconde période avec les repositionnements de Mahjoub en ailier gauche et de Nuremberg en troisième arrière. Cette tactique ne s'avère pas payante puisque le club marseillais, moins pressé défensivement, peut développer ses phases offensives. À la cinquante-cinquième minute, Palluch adresse une passe à Andersson qui place un tir croisé à ras de terre et réduit l'écart à 2-1,.
Nice réussit à contenir les assauts marseillais durant le reste du match et se suffit de son but d'avance. L'OM peut obtenir les prolongations sur une double action à la quatre-vingt-huitième minute : Scotti lobe le gardien niçois, Henri Hairabedian, Hector Gonzalès dégage le ballon sur sa ligne d'un retourné acrobatique, la balle frappe la barre transversale et revient sur le Marseillais Jean Palluch, il tire et le niçois Carniglia dévie le ballon hors du cadre de la tête, lui aussi, sur sa ligne de but,.
La supériorité technique niçoise et son efficacité devant le but permet au club de remporter sans contestation la Coupe de France pour la seconde fois, dans un match qui n'est pas qualifié de « grande finale ».

##### Coupe de France 1969
Date : 18 mai 1969.   
Score : OM 2 - 0 Girondins de Bordeaux
Mi-temps : 0 - 0   
But : Jacques Novi   80e, Joseph   89e.   
Schéma tactique : 4-2-4
Effectif : Jean-Paul Escale - Jean-Pierre Lopez, Jean-Louis Hodoul, Jules Zvunka, Jean Djorkaeff  - Jacques Novi, Jean-Pierre Destrumelle - Roger Magnusson, Joseph, Joseph Bonnel, Hubert Gueniche
Entraineur : Mario Zatelli
Arbitre : Roger Machin
L'Olympique de Marseille affronte les Girondins de Bordeaux, le 18 mai 1969, en finale de Coupe de France 1969 au Stade olympique Yves-du-Manoir de Colombes devant 39 936 spectateurs. Avant-match, cette finale est présentée comme devant être la grande fête du football français. L'OM représente un club au passé glorieux et aux résultats actuels satisfaisants tandis que Bordeaux représente l'équipe en forme qui atteint sa troisième finale de Coupe en six ans. Les deux équipes établissent le même schéma tactique ayant pour spécificité un libéro et quatre attaquants .
Le niveau technique de l'ensemble du match ne répond pas aux attentes du public et la rencontre se révèle être sans éclat. Les phases de jeu construites sont inexistantes et de nombreux joueurs des deux camps affichent clairement un niveau en deçà de leur réputation. Côté bordelais, Jacky Simon envoie un coup-franc en touche ou loupe le ballon lors d'une tentative de frappe en volée ; Guy Calléja laisse échapper le ballon de sa conduite de balle et offre un six-mètre à l'OM. Côté marseillais, Roger Magnusson réalise un centre qui finit sa trajectoire derrière les cages. 
Ce match sans relief trouve aussi des explications dans le combat physique voulu par les équipes et qu'incarnent les défenseurs bordelais Robert Péri et André Chorda. Les quarante et une fautes sifflées durant la rencontre ne participent pas à l'élaboration d'un jeu fluide.
La première occasion du match est bordelaise et intervient à la cinquième minute. Claude Petyt élimine Jules Zvunka et centre en retrait pour Félix Burdino, dont la reprise de la tête est détournée en corner par le gardien marseillais. Les Girondins et les joueurs de l'OM ne se procurent plus d'occasion significative lors de la première période. Le score est de zéro à zéro à la mi-temps. En seconde période, les deux clubs ont une occasion de la tête; à la quarante-septième minute, par l'intermédiaire de Carlos Ruiter pour Bordeaux et à la soixante-cinquième minute, par l'intermédiaire de Joseph pour l'Olympique de Marseille. Quatre minutes avant, les Girondins loupent une occasion en or d'ouvrir le score. Jules Zwinka ne parvient pas à reprendre un ballon de la tête et se fait lober. À ce moment-ci, trois attaquants de Bordeaux se retrouvent face au libéro marseillais Hodoul et filent au but. Hodoul réussit à stopper la course du ballon d'une talonnade.
L'ouverture du score par Marseille se fait à dix minutes du terme de la rencontre. Magnusson subit une charge de Chorda et doit bénéficier d'un coup-franc mais l'arbitre ordonne un corner. Il est tiré, le gardien bordelais, Christian Montes, dégage le ballon sur Novi qui effectue un tir des vingt mètres, contré par Joseph du talon. Ce but est qualifié « d'heureux » par la presse sportive qui compare la déviation de Joseph au précédent d'Hodoul contre les trois contre-attaquants bordelais. Après l'ouverture du score, les Girondins ne jouent plus qu'avec Péri dans le secteur défensif. À deux minutes du terme de la rencontre, Hodoul profite de l'organisation adverse pour éliminer l'ensemble des joueurs girondins grâce à un dégagement vers Joseph Bonnel ; le joueur se retrouve avec Joseph en deux contre un face à Péri et parviennent à avancer jusque dans la surface de réparation. Bonnel place un tir sur le poteau, puis, Joseph reprend le ballon pour marquer dans un angle fermé.
Les équipes ont disposé de deux similitudes avec un schéma tactique en 4-2-4 et un libéro en rôle de couverture. L'unique différence vient du rôle des arrières latéraux, où Bordeaux les utilisent uniquement pour surveiller les couloirs, alors que l'OM les utilisent aussi comme joueurs supplémentaires pour les contre-attaques. Cette innovation est la clé de la victoire marseillaise. L'arrière latéral droit Jean Djorkaeff réalise cinq montées de couloir dans le match dont celle qui aboutit à un dédoublement avec Magnusson et qui offre le corner du premier but. 
Lors de la célébration à Marseille, le président Marcel Leclerc plonge dans les eaux du Vieux-Port.

##### Coupe de France 1972
Date : 18 mai 1972.   
Score : OM 2 - 1 SEC Bastia
Mi-temps : 1 - 0   
But : Didier Couécou   15e, Josip Skoblar   73e.   
Schéma tactique : 4-2-4
Effectif : Georges Carnus - Jean-Pierre Lopez, Bernard Bosquier, Jules Zvunka , Édouard Kula - Jacques Novi, Gilbert Gress - Roger Magnusson, Joseph Bonnel  78e (Jean-Louis Hodoul  78e ), Josip Skoblar, Didier Couécou
Entraineur : Mario Zatelli
Arbitre : Robert Frauciel
L'Olympique de Marseille affronte le Sporting Étoile Club de Bastia, le 18 mai 1972, en finale de Coupe de France 1972 au Parc des Princes de Paris devant 44 069 spectateurs. Il s'agit du premier match officiel s'y déroulant depuis la rénovation du stade. Le club bastiais se qualifie au terme d'un parcours sans grandes oppositions où il ne joue qu'un seul adversaire de première division, son voisin et rival de l'Athletic club ajaccien. Il devient le premier club corse à accéder à la finale.
Dans l'optique de remporter la Coupe, les deux clubs affichent des similitudes dans leur philosophie de jeu en privilégiant un jeu prudent. L'OM adopte une tactique basée sur la possession de balle, tactique héritée de Lucien Leduc qui est limogé en cours de saison et remplacé par Mario Zatelli. Le nouvel entraineur applique aussi le système du marquage individuel et d'un secteur défensif solide, tactiques qui sont aux antipodes de celles de son prédécesseur. Ces principes de jeu se symbolisent par la position extrêmement basse sur le terrain du libéro marseillais Bernard Bosquier qui n'effectue aucune montée lors du match ou par la présence constante de seulement trois ou quatre avants marseillais lors des phases offensives de l'équipe. Le SEC Bastia, entrainé par Pierre Cahuzac, adopte un jeu plus direct mais lui aussi basé sur la prudence et l'efficacité défensive. Ceci se symbolise par le repositionnement du défenseur Cvetko Savković encore plus près de ses cages qu'à l'accoutumée ou la non-titularisation du meneur de jeu Claude Papi, reconnu comme un élément phare de l'effectif. Le club bastiais pratique également un jeu virulent à l'encontre de son adversaire à l'image de Georges Calmettes, Jean-Louis Luccini ou Jean-Claude Tosi.
La première mi-temps marseillaise est pauvre en occasion mais l'équipe fait preuve d'efficacité. Josip Skoblar se procure deux actions franches aux 11e et 22e minutes que le gardien corse Ilja Pantelic arrête et seul Roger Magnusson parvient à déstabiliser fréquemment la défense du SEC Bastia, dont notamment un centre brossé sur la tête de Didier Couécou à la 15e minute que l'attaquant marseillais exploite par un but et l'ouverture du score. À la suite du but marseillais et à l'inverse de l'entame de match, Bastia domine l'ensemble du reste de la rencontre et se procure les meilleures occasions. Les actions les plus nettes pour le club bastiais sont un une-deux Georges Franceschetti-Jean-Pierre Dogliani où ce dernier n'affiche pas assez de détermination pour conclure par un but et un coup franc tiré à l'entrée de la surface de réparation marseillaise de Cvetko Savković. Le club marseillais inscrit un second but à la 72e minute sur une action similaire à celle qui amène le premier but alors que l'équipe ne s'est plus procurée la moindre action nette depuis. Roger Magnusson centre depuis le couloir et Josip Skoblar marque de la tête. Bastia réduit l'écart à 2-1 par l'intermédiaire de Georges Franceschetti à cinq minutes du terme de la rencontre.
La façon de gagner de l'OM est comparé à celle de l'Ajax Amsterdam, qui quatre jours auparavant se qualifie pour la finale de la Coupe des clubs champions européens 1971-1972. Marseille, sans réel fond de jeu, doit sa victoire essentiellement à Roger Magnusson et Josip Skoblar au même titre que le club hollandais peut s'appuyer sur son duo d'attaquant Johan Cruijff-Piet Keizer lors de ses moments faible. La comparaison porte seulement sur l'influence des grandes individualités sur le cours d'une rencontre puisque dans le même temps, la presse sportive rappelle que l'OM s'est justement fait éliminer quelques mois plus tôt sans contestation possible par le club hollandais lors du second tour de la coupe d'Europe. Bastia est plutôt comparé au club italien de l'Inter Milan, l'autre club finaliste européen, au motif d'un jeu « réaliste » et dont la proximité géographique du club avec l'Italie l'incite à s'en inspirer.
Le club marseillais remporte une huitième Coupe de France et améliore le record du club le plus titré dans cette compétition. Couplée à la victoire en championnat, l'OM réalise le premier doublé de son histoire et ceci consacre la politique de recrutement ambitieuse du président Marcel Leclerc.

### Coupe Charles Drago

#### Coupe Charles Drago 1957
Date : 6 juin 1957.   
Score : OM 3 - 1 RC Lens
Mi-temps : 0 - 0   
But : Jean-Louis Leonetti   54e   80e, Stanislas Curyl   63e.   
Schéma tactique : 3-2-2-3  (WM) 
Effectif : Marcel Domingo - Maurice Gransart, Gunnar Johansson, Jean Molla - Jean Palluch, Roger Scotti - Dominique Rustichelli, Jean-Louis Leonetti - Gunnar Andersson, Jean-Jacques Marcel, Stanislas Curyl
Entraineur : Jean Robin
Arbitre : Jacques Devillers
L'Olympique de Marseille affronte le Racing Club de Lens, le 6 juin 1957, en finale de Coupe Charles Drago 1957 au Parc des Princes de Paris devant 7 626 spectateurs. La finale se joue dans l'indifférence, du fait que l'engouement du public se porte plutôt sur la tenue d'un tournoi de démonstration la semaine suivante, où le RC Paris affronte entre autres le Real de Madrid et ses stars tel qu'Alfredo Di Stéfano ou Raymond Kopa.
L'entame de match est lensoise et se symbolise par la première occasion du match signé Stephan Ziemczak à la sixième minute de jeu. Il place un tir que le gardien marseillais arrête difficilement. À la douzième minute, sur une touche longue de Xercès Louis relayée par Michel Stievenard, Maryan Wisniewski place un tir de la tête qui frôle le poteau. Le RC Lens déploie un jeu collectif maitrisé, qui pousse l'OM a joué à onze derrière. Cette domination est flagrante mais elle manque d'efficacité devant le but adverse.
Les Marseillais effectuent une contre-attaque au quart d'heure de jeu qui se conclut par une frappe de Gunnar Andersson. Le gardien lensois, Arnold Sowinski, éprouve une grande difficulté à se saisir du ballon au point que la majorité des joueurs de l'OM et une partie du public estiment que la balle a franchi la ligne de but. À deux minutes de la demi-heure de jeu, Andersson trouve la barre transversale. Les Marseillais trouvent une seconde fois la barre par l'intermédiaire d'un tir de Rustichelli à la 38e minute.
Le score à la mi-temps est de zéro à zéro et le sentiment partagé par un grand nombre est une domination générale lensoise qui se révèle être inopérante et un OM plus incisif que ces adversaires sur ses attaques mais trop peu constant.
En seconde période, Lens affiche la même emprise sur le match et cela se caractérise par la troisième barre transversale du match, la première du RC Lens, que trouve Théo à la cinquantième minute de jeu. À la cinquante-troisième minute, le lensois Egon Jönsson effectue un tir de la tête qui, de nouveau, trouve la barre transversale. Marseille ouvre le score contre le cours du jeu la minute suivante grâce à un tir de Leonetti, puis inscrit un deuxième but à la soixante-deuxième minute sur une tête de Curyl. Le RC Lens fulmine contre ce scénario défavorable durant quelques minutes puis repart de l'avant et reprend sa domination. 
La différence d'efficacité entre les deux équipes se retrouve de nouveau dans les vingt dernières minutes de jeu. Jönsson manque un but tout fait à la soixante-douzième minute, ce qui lui attire les foudres de ses partenaires. À l'inverse, l'OM inscrit un troisième but. Leonetti reprend de volée un centre de la gauche de Scotti. Les Lensois inscrivent un but qui n'influence pas l'issue du match, à la quatre-vingt quatrième minute par l'intermédiaire de Théo.
L'Olympique de Marseille affiche un réalisme implacable et conclut par une finale victorieuse où il n'est jamais réellement inquiété. Lens affiche une maîtrise collective bien huilée en contrepartie d'un secteur d'attaque trop prévisible et inoffensif. Cette finale ne permet pas aux Lensois d'écrire la première ligne de leur palmarès et cette défaite reste dans la continuité des deux places de vice-champion de France en titre (1956 et 1957).

### Challenge des champions

#### Challenge des champions 1969
La rencontre oppose l'AS Saint-Étienne à l'Olympique de Marseille. Les Stéphanois se qualifient au titre de leur victoire en Championnat de France 1969 et les Marseillais se qualifient pour le Challenge des champions grâce à leur victoire en Coupe de France 1969. Le match se dispute le 23 juillet 1969 au Parc des Princes à Paris devant 6 416 spectateurs et l'arbitre de la rencontre est M. André Petit.
La finale est remportée par l'AS Saint-Étienne sur le score de trois buts à deux. Le marseillais Jules Zvunka marque contre son camp à la treizième minute de jeu et le score est de un à zéro pour Saint-Étienne à la mi-temps. Hervé Revelli inscrit un deuxième but pour les Stéphanois à la cinquante-quatrième minute. L'OM revient à égalité au score par l'intermédiaire de Roger Magnusson et Didier Couécou, qu'ils inscrivent en dix minutes. Jean-Michel Larqué offre la victoire à Saint-Étienne en inscrivant un troisième but pour son club à dix minutes du terme de la rencontre.

#### Challenge des champions 1971
La rencontre oppose l'Olympique de Marseille au Stade rennais. Les Marseillais se qualifient au titre de leur victoire en Championnat de France 1971 et les Rennais se qualifient pour le Challenge des champions grâce à leur victoire en Coupe de France 1971. Le match se dispute le 20 août 1971 au Stade de l'Armoricaine à Brest devant 5 023 spectateurs et l'arbitre de la rencontre est M. Gabriel Besory,.
Rennes mène par un but à zéro à la mi-temps à la suite d'un pénalty transformé par Serge Lenoir à la vingt-septième minute de jeu, puis, en seconde période, Zdenko Kobešćak inscrit un second but pour les Rennais à la cinquante-troisième minute. Marseille obtient le résultat nul deux partout en l'espace de cinq minutes, par l'intermédiaire de Didier Couécou et Joseph Bonnel. Le premier marque sur pénalty à la soixante-cinquième minute puis le second à la soixante-dixième minute de jeu. 
Le score final reste à deux buts à deux. Aucune prolongation n'est prévue dans les règles du Challenge des champions pour départager les équipes en cas d'égalité et les spectateurs envahissent le terrain avant la séance de tirs au but. L'UNFP déclare finalement les deux clubs vainqueurs,.

#### Challenge des champions 1972
La rencontre oppose l'Olympique de Marseille au Sporting Étoile Club de Bastia. Les Marseillais se qualifient au titre de leur doublé Coupe-Championnat 1972 et les Bastiais se qualifient pour le Challenge des champions grâce à leur place de finaliste en Coupe de France de football 1971-1972. Le match se dispute le 26 juillet 1972 au Stade de Bon Rencontre à Toulon en France devant 10 000 spectateurs. L'arbitre de la rencontre est M. Georges Ulhen,.
Cette opposition est le premier match officiel de l'OM de la saison. Le bastiais Marc-Kanyan Case ouvre le score 1-0 à la quinzième minute puis François Félix accentue l'écart à 2-0 à la vingt-quatrième minute. Marseille marque un but sur pénalty à la trente-et-unième minute par l'intermédiaire de Josip Skoblar. Claude Papi transforme aussi un pénalty deux minutes plus tard pour le SEC Bastia. Le score est de trois buts à un pour le club corse à la mi-temps. Serge Lenoir marquent et porte le score à 4-1 pour Bastia à la cinquante-neuvième minute. Georges Franceschetti réduit l'écart à 4-2 à la quatre-vingt-unième minute puis Lenoir inscrit un dernier but pour Bastia à deux minute du terme de la rencontre et permet à son club de remporter le trophée sur un score final de 5-2.
Le bastiais Georges Calmettes et le marseillais Skoblar sont exclus du terrain par l'arbitre à dix minutes du terme de la rencontre.

### Trophée des champions

#### Trophée des champions 2010
Date : 28 juillet 2010.   
Score : OM 0 - 0 Paris SG a.p., 5 - 4 t.a.b.   
Mi-temps : 0 - 0   
But : -   
Tirs au but : Taiwo  - Ben Arfa  - Lucho Gonzales  - Kaboré  - Gnabouyou  - Cissé 
Schéma tactique : 4-3-3
Effectif : Steve Mandanda - César Azpilicueta, Vitorino Hilton, Souleymane Diawara  44e (Leyti N'Diaye  44e ), Taye Taiwo  - Édouard Cissé, Lucho González, Charles Kaboré - Mathieu Valbuena  61e (Hatem Ben Arfa  61e ), André Ayew  85e (Guy Gnabouyou  85e ), Mamadou Samassa
Entraineur : Didier Deschamps

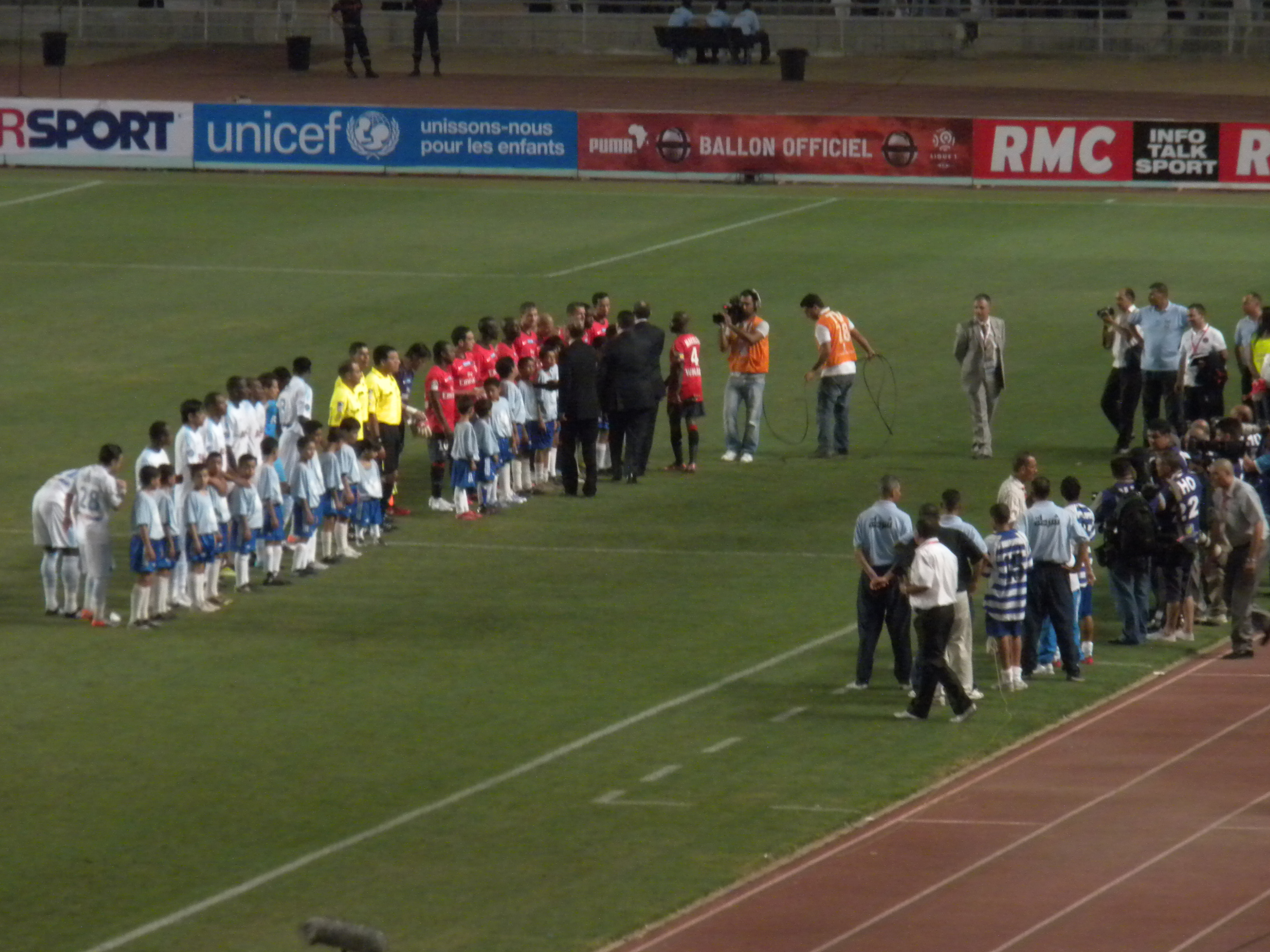
Présentation des équipes.

Le club participe pour sa première fois au Trophée des champions lors de l'édition 2010 en qualité de champion de France 2009-2010. L'adversaire est le Paris Saint-Germain, vainqueur de la Coupe de France 2009-2010. Ce match constitue la soixante-quatorzième confrontation entre les deux clubs rivaux et est aussi la seconde à ne pas se dérouler dans les enceintes parisienne ou marseillaise; la première étant la finale de la Coupe de France de football 2005-2006 remportée par les Parisiens (2-1).
Les Marseillais se présentent à Radès avec plusieurs absences : Stéphane Mbia et Gabriel Heinze, qui ont participé à la Coupe du monde sont en phase de reprise, le capitaine Mamadou Niang, Brandão et Jordan Ayew sont quant à eux suspendus. Du côté du Paris SG, Guillaume Hoarau est suspendu.
Les Olympiens sont déjà attendus pour un premier sommet de la saison, avant même le début du championnat et peuvent compter sur un soutien sans faille des supporters tunisiens, qui accueillent le Trophée sur leur sol. L'entame de match est parisienne et se traduit par une sortie de Mandanda dans les pieds de Mevlüt Erding à la quatrième minute. À la vingt-cinquième minute, l'OM se procure sa première occasion de but grâce à Mamadou Samassa qui place une tête passant au-dessus de la barre transversale du Paris SG. L'ouverture du score échappe aux Parisiens à deux minute du terme de la première période lorsque le gardien marseillais arrête un tir du brésilien Nenê, seul devant les cages. Les Marseillais répliquent la minute suivante par l'intermédiaire d'Édouard Cissé qui place une volée qui frôle le poteau,. 
Le score est de zéro à zéro à la mi-temps. Souleymane Diawara laisse sa place à Leyti N'Diaye pour la reprise du match à la suite d'une blessure à la cuisse dans le temps additionnel. À la soixantième minute, la foule du stade acclame l'entrée d'Hatem Ben Arfa, du fait de ses origines tunisiennes, et ce dernier place une frappe au ras du poteau cinq minutes plus tard. Chacune des deux équipes bénéficient d'une dernière occasion franche dans les dernières minutes du match : N'Diaye dévie une frappe hors-cadre de Taye Taiwo et trouve le poteau de Grégory Coupet puis le parisien Mateja Kežman voit sa frappe détournée en corner.
La décision se fait ainsi aux tirs au but où Steve Mandanda arrête la tentative de Ludovic Giuly et offre dans la foulée une balle de match transformée par Édouard Cissé. Cette victoire sert de transition entre une saison 2009-2010 ponctuée de succès, et le nouvel exercice à suivre.

#### Trophée des champions 2011
Date : 27 juillet 2011.   
Score : OM 5 - 4 Lille OSC
Mi-temps : 0 - 1   
But : Ayew   71e   90+1e (pen.)   90+5e (pen.), Morel   85e, Rémy   87e
Schéma tactique : 4-3-3
Effectif : Steve Mandanda  - Jérémy Morel, Stéphane M'Bia, Souleymane Diawara, Rod Fanni - Alou Diarra, Lucho Gonzales, Benoît Cheyrou  66e (Charles Kaboré  66e ) - Morgan Amalfitano  66e (Jordan Ayew  66e ), André Ayew, Loïc Rémy
Entraineur : Didier Deschamps

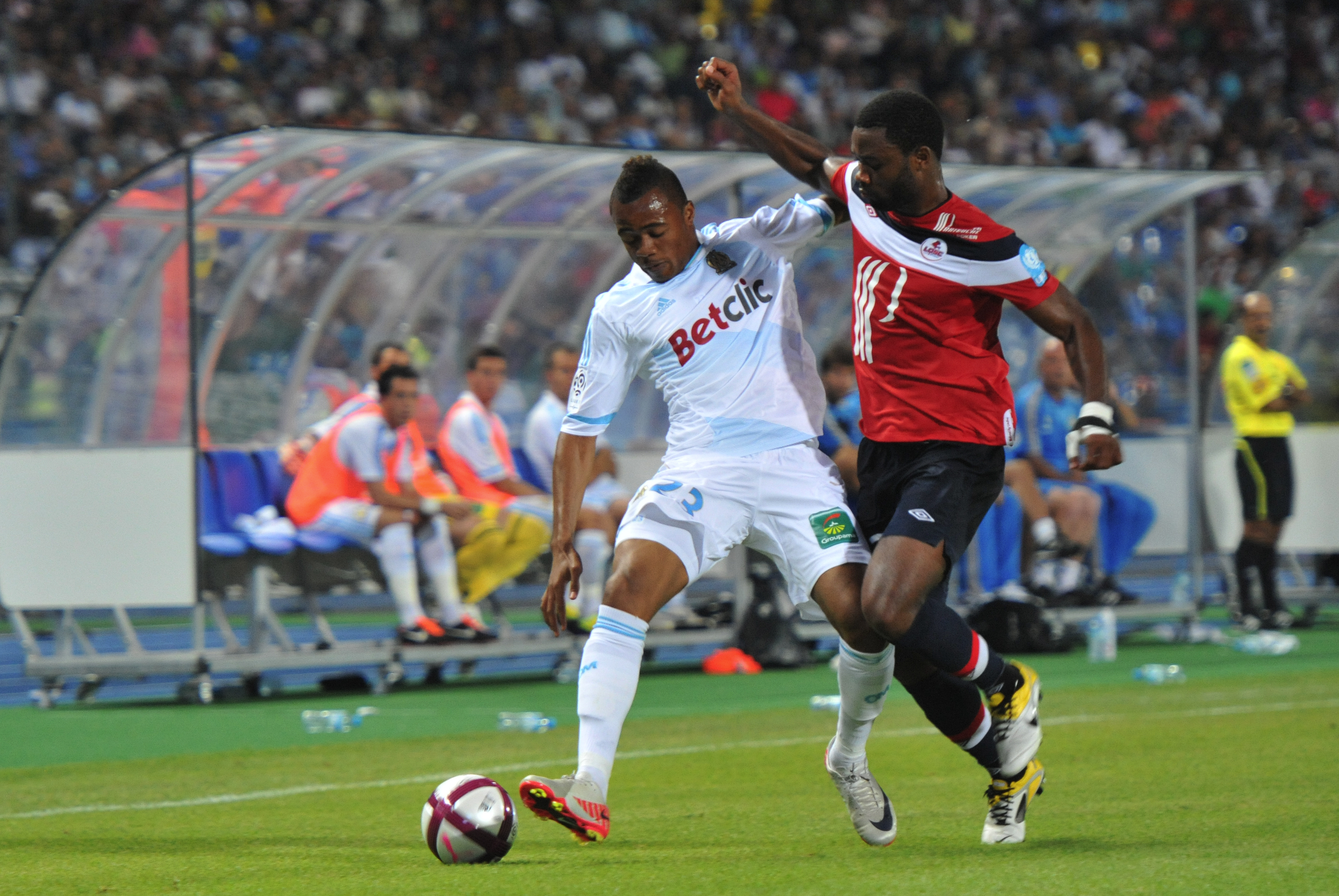
Jordan Ayew (OM) et Aurélien Chedjou (Lille).

L’Olympique de Marseille participe pour la deuxième fois de suite au Trophée des champions avec l'édition 2011 qui fait escale à Tanger, au Maroc. Le Lille OSC étant champion de France et vainqueur de la Coupe de France pour la saison 2010-2011, les Marseillais disputent ce Trophée en tant que dauphin des Lillois lors du dernier championnat.
Les Marseillais entrent tambour battant dans le match. Dès la quatrième minute de jeu, Morgan Amalfitano trouve le poteau droit de Mickaël Landreau, qui repousse dans la foulée une reprise de Lucho González dont le ballon lui revient dessus. Sur le corner qui suit, le portier lillois dévit une tête d'Alou Diarra. Les Dogues laissent passer l’orage et ouvrent le score sur leur première occasion à la neuvième minute. Sur un coup franc joué en retrait par Eden Hazard, Florent Balmont place une frappe à ras de terre qui trompe Steve Mandanda. Le match se joue sur un bon rythme et le gardien lillois repousse une nouvelle tête de Loïc Rémy peu avant la mi-temps. Au retour des vestiaires, les hommes de Didier Deschamps veulent mettre plus de pression sur le milieu de terrain lillois, mais ils se font prendre en contre et encaissent un deuxième but. Hazard dribble Souleymane Diawara avant d’accélérer et de placer le ballon entre les jambes de Mandanda. À l’heure de jeu, Deschamps fait entrer Jordan Ayew et Charles Kaboré tandis que du côté du LOSC, Dimitri Payet laisse sa place à Ludovic Obraniak. L’aîné de la famille Ayew, André Ayew réduit l'écart d’une frappe écrasée à la soixante et onzième minute. Le match ne perd pas en intensité puisque la minute suivante, Moussa Sow, trompe Mandanda et redonne deux buts d’avance au LOSC qu'ils conservent jusqu'à la quatre-vingt cinquième minute.
À ce moment-ci, les Marseillais bouleversent le scénario d'un match qui compte cinq nouveaux buts inscrits en dix minutes de temps règlementaire et arrêt de jeu. Jérémy Morel réduit tout d’abord l'écart une nouvelle fois pour l’OM en inscrivant son deuxième but sous ses nouvelles couleurs (3-2, 85e) avant que Rémy n’égalise de la tête sur un centre de Lucho (3-3, 87e). La séance de tirs au but semble promise mais Aurélien Chedjou accroche J. Ayew dans la surface de réparation et provoque un penalty transformé par A. Ayew (3-4, 90+1e). La victoire marseillaise ne se dessine qu'une minute avant que Marko Baša ne reprenne de la tête un centre d’Obraniak pour égaliser (4-4, 90+2e). La séance de tirs au but une nouvelle fois promise n'a pas lieu du fait que l’arbitre de la rencontre signale un nouveau penalty pour une faute de Benoît Pedretti sur J. Ayew. Son frère André Ayew, se présente une seconde fois devant Landreau et transforme le penalty qui offre la victoire et le trophée à l’Olympique de Marseille (4-5, 90+5e). 

« Je salue les deux équipes, l’OM et le LOSC, pour la magnifique image qu’elles ont donnée du football français. La qualité du match d’hier soir à Tanger, même si l’issue a été cruelle pour les Lillois, a constitué la plus belle des promotions dix jours avant la reprise de la Ligue 1. Bravo et merci aux deux clubs ! »

— Le président de la LFP, Frédéric Thiriez, 28 juillet 2011»
L’OM remporte le Trophée des Champions pour la deuxième fois de suite dans le match le plus prolifique en buts dans l’histoire de l’épreuve. André Ayew, triple buteur de la rencontre, reçoit après le match le Trophée du meilleur joueur.

## Tableaux

### Tableau des victoires
| Date            | Compétition                  | Adversaire            | Score                     | Buteurs OM                                              | Stade                  |
| 13 avril 1924   | Coupe de France 1924         | FC Cette              | 3 - 2 (a.p.)              | Crut 3e 110e, Boyer 42e                                 | Stade Pershing         |
| 9 mai 1926      | Coupe de France 1926         | AS Valentigney        | 4 - 1                     | Dewaquez 16e 80e, De Ruymbecke 26e, Boyer 33e           | Yves-du-Manoir         |
| 6 mai 1927      | Coupe de France 1927         | US Quevilly           | 3 - 0                     | Durand 34e, Gallay 36e, Dewaquez 89e                    | Yves-du-Manoir         |
| 28 avril 1929   | Division d'Excellence 1929   | Club français         | 3 - 2                     | Boyer 15e 44e, Bonello 28e                              | Stade Pershing         |
| 5 mai 1935      | Coupe de France 1935         | Stade rennais         | 3 - 0                     | Roviglione 34e, Kohut 38e, Laurent 43e (csc)            | Yves-du-Manoir         |
| 8 mai 1938      | Coupe de France 1938         | FC Metz               | 2 - 1 a.p.                | Kohut 29e, Aznar 118e                                   | Parc des Princes       |
| 9 mai 1943      | Coupe de France 1943         | Girondins de Bordeaux | 2 - 2                     | Pironti 4e, Robin 55e                                   | Parc des Princes       |
| 22 mai 1943     | Coupe de France 1943         | Girondins de Bordeaux | 4 - 0                     | Aznar 32e 63e, Dard 56e, Pironti 78e                    | Yves-du-Manoir         |
| 6 juin 1957     | Coupe Charles Drago 1957     | RC Lens               | 3 - 1                     | Léonetti 54e 80e, Curyl 63e                             | Parc des Princes       |
| 18 mai 1969     | Coupe de France 1969         | Girondins de Bordeaux | 2 - 0                     | Papin 82e (csc), Joseph 89e                             | Yves-du-Manoir         |
| 20 août 1971    | Challenge des champions 1971 | Stade rennais         | 2 - 2                     | Couécou 65e (pen.), Bonnel 70e                          | Stade de l'Armoricaine |
| 4 juin 1972     | Coupe de France 1972         | SEC Bastiais          | 2 - 1                     | Couécou 15e, Skoblar 73e                                | Parc des Princes       |
| 12 juin 1976    | Coupe de France 1976         | Olympique lyonnais    | 2 - 0                     | Nogues 67e , Boubacar 84e                               | Parc des Princes       |
| 10 juin 1989    | Coupe de France 1989         | AS Monaco             | 4 - 3                     | Papin 12e 22e 47e, Allofs 65e                           | Parc des Princes       |
| 26 mai 1993     | Ligue des champions 1993     | Milan AC              | 1 - 0                     | Boli 44e                                                | Olympiastadion         |
| 9 août 2005     | Coupe Intertoto 2005         | Deportivo La Corogne  | 0 - 2                     | -                                                       | Stade du Riazor        |
| 23 août 2005    | Coupe Intertoto 2005         | Deportivo La Corogne  | 5 - 1                     | Ribéry 5e, Meïté 65e, Niang 74e, 88e, Oruma 90+3e       | Stade Vélodrome        |
| 27 mars 2010    | Coupe de la Ligue 2010       | Girondins de Bordeaux | 3 - 1                     | Diawara 61e, Valbuena 68e, Chalmé 77e (csc)             | Stade de France        |
| 28 juillet 2010 | Trophée des champions 2010   | Paris SG              | 0 - 0 a.p. (5 - 4 t.a.b.) | -                                                       | Stade du 7-Novembre    |
| 23 avril 2011   | Coupe de la Ligue 2011       | Montpellier HSC       | 1 - 0                     | Taiwo 80e                                               | Stade de France        |
| 27 juillet 2011 | Trophée des champions 2011   | Lille OSC             | 5 - 4                     | Ayew 71e 90+1e (pen.) 90+5e (pen.), Morel 85e, Rémy 87e | Stade de Tanger        |
| 14 avril 2012   | Coupe de la Ligue 2012       | Olympique lyonnais    | 1 - 0 a.p.                | Brandão 104e                                            | Stade de France        |

### Tableau des défaites
| Date            | Compétition                             | Adversaire               | Score                     | Buteurs OM                            | Stade                      |
| 11 mai 1919     | Championnat de France USFSA 1919        | Le Havre AC              | 1 - 4                     | Jacquier                              | Stade de la Cavée verte    |
| 6 mai 1934      | Coupe de France 1934                    | FC Sète                  | 1 - 2                     | Zermani 2e                            | Yves-du-Manoir             |
| 5 mai 1940      | Coupe de France 1940                    | RC Paris                 | 1 - 2                     | Aznar 16e                             | Yves-du-Manoir             |
| 23 mai 1954     | Coupe de France 1954                    | OGC Nice                 | 1 - 2                     | Andersson 55e                         | Yves-du-Manoir             |
| 23 juillet 1969 | Challenge des champions 1969            | AS Saint-Étienne         | 2 - 3                     | Magnusson , Couécou                   | Parc des Princes           |
| 26 juillet 1972 | Challenge des champions 1972            | SEC Bastia               | 2 - 5                     | Skoblar 32e (pen.), Franceschetti 81e | Stade de Bon Rencontre     |
| 27 avril 1984   | Championnat de France D2 1984           | Tours FC                 | 1 - 1                     | N'Domba 15e                           | Stade Vélodrome            |
| 4 mai 1984      | Championnat de France D2 1984           | Tours FC                 | 3 - 2                     | Gressani 14e (csc), Boubacar 33e      | Stade de la Vallée du Cher |
| 30 avril 1986   | Coupe de France 1986                    | Girondins de Bordeaux    | 1 - 2                     | Diallo 45e (pen.)                     | Parc des Princes           |
| 10 juin 1987    | Coupe de France 1987                    | Girondins de Bordeaux    | 0 - 2                     | -                                     | Parc des Princes           |
| 29 mai 1991     | Coupe d'Europe des clubs champions 1991 | Étoile rouge de Belgrade | 0 - 0 a.p. (3 - 5 t.a.b.) | -                                     | Stadio San Nicola          |
| 8 juin 1991     | Coupe de France 1991                    | AS Monaco                | 0 - 1                     | -                                     | Parc des Princes           |
| 12 mai 1999     | Coupe UEFA 1999                         | FC Parme                 | 0 - 3                     | -                                     | Stade Loujniki             |
| 19 mai 2004     | Coupe UEFA 2004                         | FC Valence               | 0 - 2                     | -                                     | Stade Ullevi               |
| 29 avril 2006   | Coupe de France 2006                    | Paris SG                 | 1 - 2                     | Maoulida 67e                          | Stade de France            |
| 12 mai 2007     | Coupe de France 2007                    | FC Sochaux               | 2 - 2 a.p. (4 - 5 t.a.b.) | Cissé 5e 98e                          | Stade de France            |
| 21 mai 2016     | Coupe de France 2016                    | Paris SG                 | 2 - 4                     | Thauvin 11e, Batshuayi 87e            | Stade de France            |
| 16 mai 2018     | Ligue Europa 2018                       | Atlético de Madrid       | 0 - 3                     |                                       | Groupama Stadium           |
| 13 janvier 2021 | Trophée des champions 2020              | Paris SG                 | 1 - 2                     | Payet 89e                             | Stade Félix-Bollaert       |

### Tableau des adversaires
| Nation                        | Club                               | Compétition   | Bilan              |
| 5 finales disputées (1 club)  |                                    |               |                    |
|                               | ASP Bordeaux FC Girondins Bordeaux | CdF 1943      | 3V-2D              |
| CdF 1967                      | ASP Bordeaux FC Girondins Bordeaux |               | 3V-2D              |
| CdF 1986                      | ASP Bordeaux FC Girondins Bordeaux |               | 3V-2D              |
| CdF 1987                      | ASP Bordeaux FC Girondins Bordeaux |               | 3V-2D              |
| CdL 2010                      | ASP Bordeaux FC Girondins Bordeaux |               | 3V-2D              |
| 4 finales disputées (1 club)  |                                    |               |                    |
|                               | Paris SG                           | CdF 2006      | 1V-3D              |
| TdC 2010                      | Paris SG                           |               | 1V-3D              |
| CdF 2016                      | Paris SG                           |               | 1V-3D              |
| TdC 2020                      | Paris SG                           |               | 1V-3D              |
| 2 finales disputées (4 clubs) |                                    |               |                    |
|                               | FC Sète                            | CdF 1924      | 1V-1D              |
| CdF 1934                      | FC Sète                            |               | 1V-1D              |
|                               | Stade rennais                      | CdF 1935      | 1V 1 titre partagé |
| CdC 1971                      | Stade rennais                      |               | 1V 1 titre partagé |
|                               | SC Bastia                          | CdF 1972      | 1V-1D              |
| CdC 1972                      | SC Bastia                          |               | 1V-1D              |
|                               | AS Monaco                          | CdF 1989      | 1V-1D              |
| CdF 1991                      | AS Monaco                          |               | 1V-1D              |
|                               | Olympique lyonnais                 | CdF 1976      | 2V                 |
| CdL 2012                      | Olympique lyonnais                 |               | 2V                 |
| 1 finale disputée (19 clubs)  |                                    |               |                    |
|                               | Le Havre AC                        | Champ 1919    | 1D                 |
|                               | AS Valentigney                     | CdF 1926      | 1V                 |
|                               | US Quevilly                        | CdF 1927      | 1V                 |
|                               | Club français                      | Champ 1929    | 1V                 |
|                               | FC Metz                            | CdF 1938      | 1V                 |
|                               | RC Paris                           | CdF 1940      | 1D                 |
|                               | OGC Nice                           | CdF 1954      | 1D                 |
|                               | RC Lens                            | Drago 1957    | 1V                 |
|                               | AS Saint-Étienne                   | CdC 1969      | 1D                 |
|                               | Tours FC                           | Champ D2 1984 | 1D                 |
|                               | ER Belgrade                        | C1 1991       | 1D                 |
|                               | Milan AC                           | C1 1993       | 1V                 |
|                               | Parme AC                           | C3 1999       | 1D                 |
|                               | Valence CF                         | C3 2004       | 1D                 |
|                               | Deportivo La Corogne               | C4 2005       | 1V                 |
|                               | FC Sochaux                         | CdF 2007      | 1D                 |
|                               | Montpellier HSC                    | CdL 2011      | 1V                 |
|                               | Lille OSC                          | TdC 2011      | 1V                 |
|                               | Atlético de Madrid                 | C3 2018       | 1D                 |

## Statistiques club et record
Le record du club est de cinq finales consécutives victorieuses avec les Coupes de la Ligue 2010, 2011, 2012 et les Trophées des champions 2010 et 2011.
La plus longue série de défaites en finale pour le club est de trois finales. Le club perd les finales de Deuxième division 1984, connu sous le nom de Match des champions, puis les finales de Coupe de France 1986 et 1987. La série prend fin avec la victoire en Coupe de France 1989.
La période la plus longue entre deux défaites est de quinze années qui s'écoule entre la défaite en Coupe de France 1954 et le Challenge des champions 1969. Entretemps, le club dispute deux finales. La période la plus longue entre deux victoires est de quatorze années qui s'écoule entre la victoire en Coupe de France 1943 et la Coupe Charles Drago 1957. Entretemps, le club dispute une finale. 
La période la plus courte entre deux défaites est de dix jours qui s'écoule entre la défaite en Coupe d'Europe des clubs champions 1991, disputée le 29 mai, et la Coupe de France 1991, disputée le 8 juin. La période la plus courte entre deux victoires est de trois mois qui s'écoule entre la victoire en Coupe de la Ligue 2011, disputée en avril, et le Trophée des champions 2011, disputée en juillet.
En Coupe de France, l'OM est le premier club provincial à remporter l'épreuve, en 1924. Il est le recordman en nombre de finales jouées, avec dix-neuf participations; et de finales perdues, avec neuf défaites.
En Coupe de la Ligue, le club est le premier club à remporter trois fois consécutivement l'épreuve. 
Dans le Trophée des champions, le club joue la finale la plus prolifique, avec neuf buts inscrits au cours de l'édition 2011 et celle avec la meilleure affluence, en 2010, qui regroupe 57 000 spectateurs.

## Statistiques joueur et record
Steve Mandanda est le joueur qui dispute le plus de finales avec l'Olympique de Marseille. Entre 2010 et 2020, le joueur dispute huit finales pour cinq victoires. 
Éric Di Meco, Basile Boli et Abedi Pelé participent en qualité de titulaire aux deux finales de Ligue des champions du club en 1991 puis en 1993. Pascal Olmeta est le gardien titulaire lors de la finale 1991 puis il est gardien remplaçant en 1993. Bernard Casoni connaît le même fait en jouant la finale 1991 et en étant remplaçant en 1993. Jean-Pierre Papin joue durant ces deux finales, celle de 1991 avec le maillot de l'OM, puis celle de 1993, avec le maillot de l'adversaire, le Milan AC. Fabien Barthez joue également deux finales européennes avec le club marseillais, en 1993 puis en 2004, en finale de Coupe UEFA. 
Jean-Pierre Papin est le corecordman du nombre de buts inscrit en finale de Coupe de France avec trois réalisations lors de la finale 1989.
Souleymane Diawara remporte la Coupe de la Ligue 2011 et devient, sous les couleurs olympiennes, le joueur le plus victorieux dans cette compétition. Il compte quatre victoires dont deux avec l'OM.
| Joueur                           | Période   | Compétition                                                                   |
| 8 finales disputées (1 joueur)   |           |                                                                               |
| Steve Mandanda                   | 2010-2018 | CdL 2010, TdC 2010, CdL 2011, TdC 2011, CdL 2012, CdF 2016, C3 2018, TdC 2020 |
| 6 finales disputées (1 joueur)   |           |                                                                               |
| Taye Taiwo                       | 2005-2011 | C4 2005, CdF 2006, CdF 2007, CdL 2010, TdC 2010, CdL 2011                     |
| 5 finales disputées (2 joueurs)  |           |                                                                               |
| Jean Boyer                       | 1924-1934 | CdF 1924, CdF 1926, CdF 1927, Champ 1929, CdF 1934                            |
| Charles Kaboré                   | 2010-2012 | CdL 2010, TdC 2010, CdL 2011, TdC 2011, CdL 2012                              |
| 4 finales disputées (12 joueurs) |           |                                                                               |
| Joseph Jacquier                  | 1924-1929 | CdF 1924, CdF 1926, CdF 1927, Champ 1929                                      |
| Roger Magnusson                  | 1969-1972 | CdF 1969, CdC 1969, CdC 1971, CdF 1972                                        |
| Eric Di Meco                     | 1986-1993 | CdF 1986, CdF 1989, C1 1991, C1 1993                                          |
| Jean-Pierre Papin                | 1987-1991 | CdF 1987, CdF 1989, C1 1991, CdF 1991                                         |
| Habib Beye                       | 2004-2007 | C3 2004, C4 2005, CdF 2006, CdF 2007                                          |
| Mamadou Niang                    | 2005-2010 | C4 2005, CdF 2006, CdF 2007, CdL 2010                                         |
| Souleymane Diawara               | 2010-2011 | CdL 2010, TdC 2010, CdL 2011, TdC 2011                                        |
| Lucho Gonzalez                   | 2010-2011 | CdL 2010, TdC 2010, CdL 2011, TdC 2011                                        |
| Stéphane Mbia                    | 2010-2012 | CdL 2010, CdL 2011, TdC 2011, CdL 2012                                        |
| Benoît Cheyrou                   | 2010-2012 | CdL 2010, CdL 2011, TdC 2011, CdL 2012                                        |
| Mathieu Valbuena                 | 2010-2012 | CdL 2010, TdC 2010, CdL 2011, CdL 2012                                        |
| André Ayew                       | 2010-2012 | TdC 2010, CdL 2011, TdC 2011, CdL 2012                                        |

## Navigation